# یزدان میر
یزدان میر (ملقب به سردار باقری) از نیروهای اطلاعاتی ایران و از اعضای عالی رتبه نیروی قدس سپاه پاسداران انقلاب اسلامی است که در حال حاضر فرماندهی واحد ۸۴۰ را بر عهده دارد. او در سازماندهی عملیات تروریستی، جمع آوری اطلاعات، و برنامه ریزی ترورهای هدفمند در خارج از ایران ، به ویژه علیه مخالفان ایرانی، شخصیت های غربی و اهداف اسرائیلی دست داشته است.

## پیشینه و نقش در سپاه
گمان می رود یزدان میر یکی از مقامات ارشد سازمان اطلاعات ایران است و نقش مهمی در اجرای عملیات خارجی به نمایندگی از نیروی قدس سپاه داشته است. مسئولیت‌های او شامل نظارت بر ماموریت‌های مخفی، جذب نیروهای عملیاتی و هماهنگی حملات خارج از مرزهای ایران است. او به عنوان یک شخصیت کلیدی در واحد سری ۸۴۰، یک بخش متخصص در قتل های هدفمند، آدم ربایی، و عملیات بی ثباتی شناسایی شده است. 

## مشارکت در عملیات بین المللی
یزدان میر با چندین توطئه تروریستی بین‌المللی منتسب به واحد ۸۴۰، یک بخش مخفی از نیروی قدس سپاه پاسداران انقلاب اسلامی که در مأموریت‌های ترور، عملیات اطلاعاتی و قاچاق اسلحه تخصص دارد، مرتبط بوده است. گزارش ها حاکی از آن است که او نقش مهمی در استخدام و آموزش عوامل برای قتل های هدفمند، به ویژه علیه چهره های مخالف ایرانی و شهروندان اسرائیلی ایفا کرده است.  منابع اطلاعاتی نشان می دهند که میر در حملات و تلاش برای ترور در سراسر اروپا ، خاورمیانه ، شرق آفریقا ، قفقاز ، آسیا و آمریکای لاتین دست داشته است. نام وی همچنین در ارتباط با سرهنگ حسن صیاد خدایی ، فرمانده سپاه ترور شده در تهران در سال ۱۴۰۴ که عمیقاً در طراحی عملیات تروریستی در خارج از کشور دست داشت، منتشر شده است. پس از مرگ خدایی، گمان می رود میر برخی از آن مأموریت ها را ادامه داده است.   
میر در میان عملیات کلیدی خود، حملات را سازماندهی کرده و قاچاق اسلحه را از طرف واحد ۸۴۰ تسهیل کرده است. یکی از کمپین‌های مهم شامل قرار دادن مین‌های ضدنفر و بمب‌های دست‌ساز (IED) در امتداد مرز اسرائیل و سوریه در بلندی‌های جولان ، به‌ویژه هدف قرار دادن واحدهای نیروهای دفاعی اسرائیل (IDF) بود. این تلاش‌ها توسط اطلاعات اسرائیل در سال‌های 2020 و 2022 مختل شد. علاوه بر این، واحد ۸۴۰ نقش مهمی در تسلیح جناح‌های شبه‌نظامی ایفا کرده است و از واحد ۱۸۸۴۰ و بال ۴۰۰۰ (اطلاعات سپاه پاسداران انقلاب اسلامی) در سوریه برای قاچاق تسلیحات پیشرفته - از جمله مین‌های ضد تانک و آر پی جی - به کرانه باختری از طریق اردن حمایت می‌کند.  فراتر از خاورمیانه، این واحد با ایجاد شبکه‌های تروریستی در اروپا، ایالات متحده و سایر مناطق، که اغلب از سازمان‌های جنایتکار محلی برای انجام اهداف خود استفاده می‌کند، دامنه جهانی خود را گسترش داده است.  گزارش‌های اطلاعاتی واحد ۸۴۰ را با چندین توطئه ترور در آلمان ، ترکیه و فرانسه مرتبط می‌کنند و چندین تلاش ناموفق برای هدف قرار دادن شخصیت‌های اسرائیلی و غربی وجود دارد.  

## تحریم ها و واکنش بین المللی
یزدان میر به دلیل نقشش در عملیات اطلاعاتی ایران و ادعای دست داشتن در تروریسم، مورد بررسی سازمان های اطلاعاتی غربی قرار گرفته است. گزارش ها خواستار تحریم ها و اقدامات متقابل برای محدود کردن توانایی او در هماهنگی عملیات بین المللی شده اند.  آژانس های امنیتی در چندین کشور به نظارت بر فعالیت های میر و واحد ۸۴۰ به عنوان بخشی از تلاش های گسترده تر برای مقابله با تروریسم تحت حمایت ایران ادامه می دهند.  

## همچنین ببینید
- سپاه پاسداران انقلاب اسلامی
- نیروی قدس
- واحد ۸۴۰
- واحد ۴۰۰